# Krymská platforma
Krymská platforma (ukrajinsky "Кримська платформа", anglicky Crimea Platform, krymskou tatarštinou Qırım platforması) je mezinárodní konzultační a koordinační formát spolupráce mezinárodních partnerů Ukrajiny s cílem čelit dopadům a hrozbám dočasné okupace Krymu Ruskou federací a hledat řešení návratu poloostrova pod kontrolu Ukrajiny.

## Vznik a vývoj
Vytvoření Krymské platformy inicioval ukrajinský prezident Volodymyr Zelenskyj a její koncept v roce 2020 připravilo Ministerstvo zahraničních věcí Ukrajiny. Na 75. zasedání Valného shromáždění OSN v září 2020 prezident Ukrajiny Volodymyr Zelenskyj vyzval členské státy, aby se k vytvoření platformy připojily.

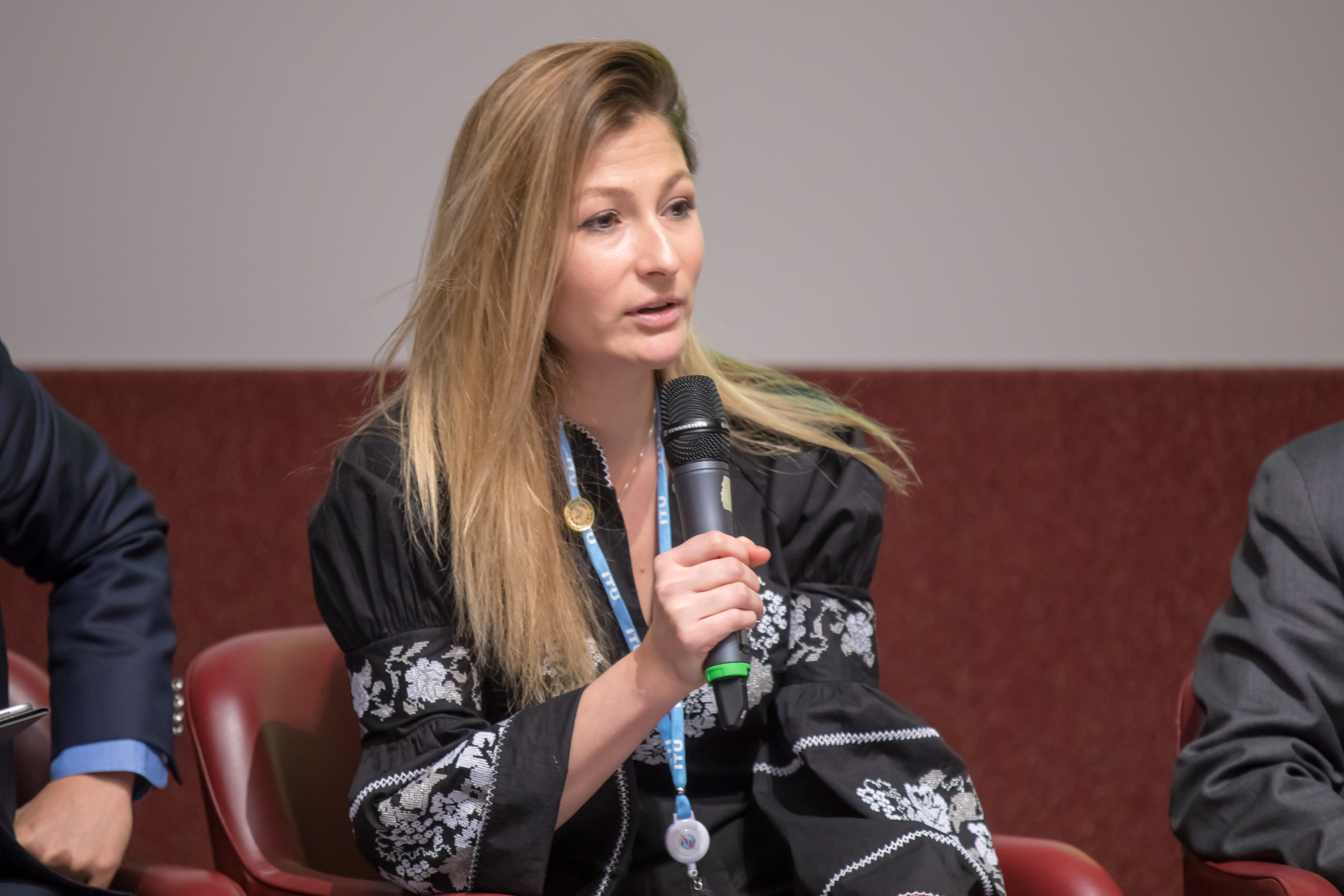
Emine Džaparova, první náměstkyně ministra zahraničních věcí Ukrajiny. Aktivně se zabývala promocí Krymské platformy.

## Oblasti činnosti
Krymská platforma sdružuje veškeré stávající národní a mezinárodní snahy o deokupaci ukrajinského poloostrova.
Činnost Krymské platformy je rozdělena do pěti prioritních směrů:
- konsolidace mezinárodní politiky ve věci neuznání změny statusu Krymu
- účinnost a posílení sankcí a zamezení jejich obcházení
- ochrana lidských práv a mezinárodního humanitárního práva
- posílení bezpečnosti v azovsko-černomořské oblasti a za jejími hranicemi, zaručení svobodné plavby
- překonání ekologických a ekonomických následků okupace.[5]

| „                                           | Vytvořením Krymské platformy řešíme dvojí problém. Zaprvé vracíme Krym ze zapomnění. Krym se vrátil do denní agendy lídrů světových států, do informačního prostoru světových médií, a to je zásluha Ukrajiny. Zároveň chceme postupně řešit problémy Krymu a postupovat dopředu. | “ |
| — Dmytro Kuleba, ministr zahraničí Ukrajiny | |   |

## Inaugurační summit Krymské platformy

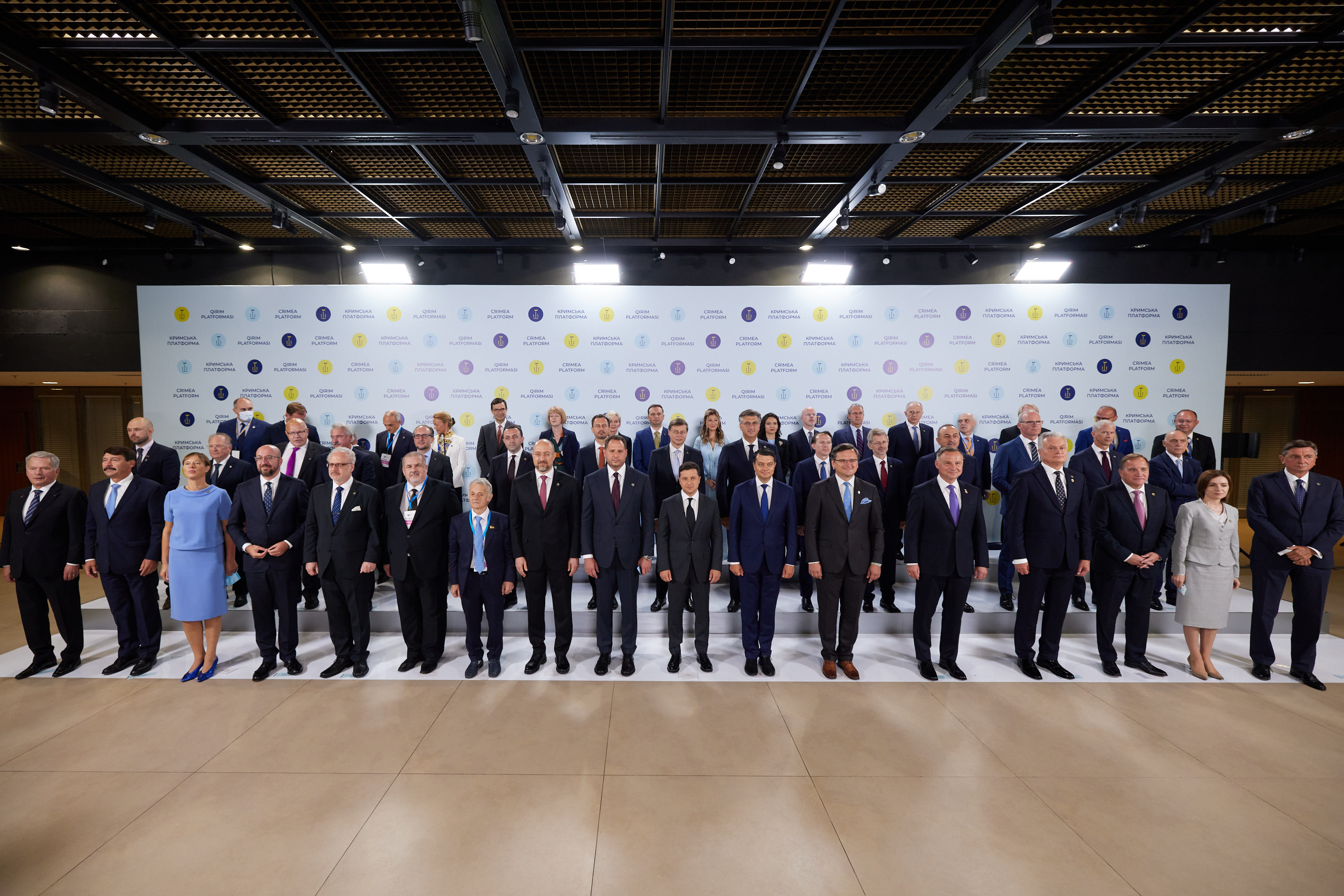
Delegáti prvního summitu krymské platformy

Inaugurační summit Krymské platformy proběhl 23. srpna 2021 v Kyjevě. Jednalo se o první setkání na nejvyšší politické úrovni, které oficiálně zahájilo činnost Krymské platformy. Summitu se zúčastnili zástupci 46 zemí a mezinárodních organizací.
Účastníci summitu potvrdili své úmysly s pomocí politických, diplomatických a restriktivních opatření tlačit na Rusko s cílem obnovení kontroly Ukrajiny nad územím Autonomní republiky Krym a města Sevastopol. Účastníci vyzvali Rusko, aby se připojilo ke Krymské platformě a sdílelo její cíle.
Summit rovněž odsoudil porušování lidských práv a svobod na poloostrově, militarizaci Krymu, bránění svobodné plavbě v Kerčském průlivu a v Azovském moři a přesidlování ruských občanů na Krym.
Českou republiku zastupoval na summitu Krymské platformy předseda Senátu Parlamentu České republiky Miloš Vystrčil. Ve svém projevu stvrdil plnou podporu České republiky spuštění Krymské platformy a připravenost podílet se na uskutečňování ustanovení uvedených v závěrečné deklaraci. Poznamenal také, že Ukrajina může při ochraně své územní celistvosti a nezávislosti vždy počítat s českou podporou:
Ukrajina, a to včetně Krymského poloostrova, je nedílnou součástí evropského prostoru a naším blízkým partnerem... Pokud svobodné a demokratické země chtějí, aby svoboda a demokracie byly přítomny také v Ukrajině, musejí se postavit za její práva, a jedním z nich je právo na územní celistvost.
Miloš Vystrčil

### Prohlášení účastníků mezinárodní Krymské platformy
Účastníci summitu Krymské platformy podpořili snahy Ukrajiny vrátit kontrolu nad okupovaným územím Krymu.
Jennifer Granholmová, ministryně energetiky Spojených států amerických ve vládě Joea Bidena: „Spojené státy jsou hrdé, že tady mohou být a mohou podpořit Krymskou platformu. Jsme s vámi, jsme s Ukrajinou. Všichni jednomyslně odsuzujeme nezákonnou anexi Krymu. Jménem prezidenta Bidena bychom chtěli vyjádřit naši podporu Ukrajině, jejím reformám a euroatlantickým aspiracím. (...) Budeme pokračovat v diplomatickém úsilí, které spolu s našimi spojenci a partnery vynakládáme na vyřešení konfliktu na východě Ukrajiny. Chceme vykázat Rusko na jeho místo. A chceme dosáhnout ukončení ruského vměšování do situace na východě Ukrajiny a ukončení okupace Krymu.“
Charles Michel, předseda Evropské rady: „Jsem zde, abych potvrdil neměnný postoj Evropské unie. Neuznáváme nezákonnou anexi Krymu a Sevastopolu Ruskou federací. Evropská unie bude pokračovat ve své politice neuznání nezákonné anexe Krymu a i nadále bude vystupovat proti jakémukoli porušení mezinárodního práva... Naším cílem je zajistit, aby se nezákonná anexe Krymu nikdy nestala legitimní. Evropská unie rovněž zavádí opatření, která Ukrajině pomohou překonat následky anexe.“
Peter Altmaier, německý ministr hospodářství: „Německo neuznalo a neuzná nezákonnou anexi Krymu Ruskem. Princip územní celistvosti a svrchovanosti je nedotknutelný. Chápeme, že anexe vytvořila v regionu obrovský problém. Právě proto Evropská unie zavedla sankce a opakovaně je prodlužovala. Anexe Krymu je výsměchem vládě práva. Vidíme, jaké hrozby to přináší zejména krymským Tatarům a dalším obyvatelům poloostrova. Nedovolíme, aby se Krym stal bílým místem na mapě.“
Franck Riester, francouzský ministr obchodu: „Francie neuznává a neuzná nezákonnou anexi Autonomní republiky Krym a města Sevastopol. Naše podpora územní celistvosti Ukrajiny zůstává pevnou. Jsme skutečně přesvědčeni, že současná situace ohrožuje uspořádání světa. Jsme znepokojeni situací na Krymu a systematickým porušováním lidských práv... Rusku je potřeba připomenout jeho odpovědnost, protože to bylo ono, kdo okupoval toto území.“
Mircea Geoană, zástupce generálního tajemníka NATO „NATO odsuzuje a nikdy neuzná nezákonnou a nelegitimní anexi Krymu Ruskou federací. Krym je území Ukrajiny a vyzýváme Rusko, aby Ukrajině vrátilo kontrolu nad poloostrovem. Bezpečnostní situace na Krymu, východní Ukrajině a v azovsko-černomořské oblasti se dotýká nás všech. Kroky Ruska způsobily nevýslovné utrpení ukrajinského lidu a podrývají stavbu mezinárodního práva. Jsou hrozbou pro mezinárodní řád založený na pravidlech a zásadách. A není to jen otázka Ukrajiny – je to otázka nás všech. Znovu potvrzujeme rozhodnutí summitu v Bukurešti, že Ukrajina a Gruzie se stanou členy NATO. Vítáme připravenost a snahu Ukrajiny o mírové řešení konfliktu s Ruskem. Je to v našem nejvyšším zájmu.“

### Společná deklarace účastníků mezinárodní Krymské platformy

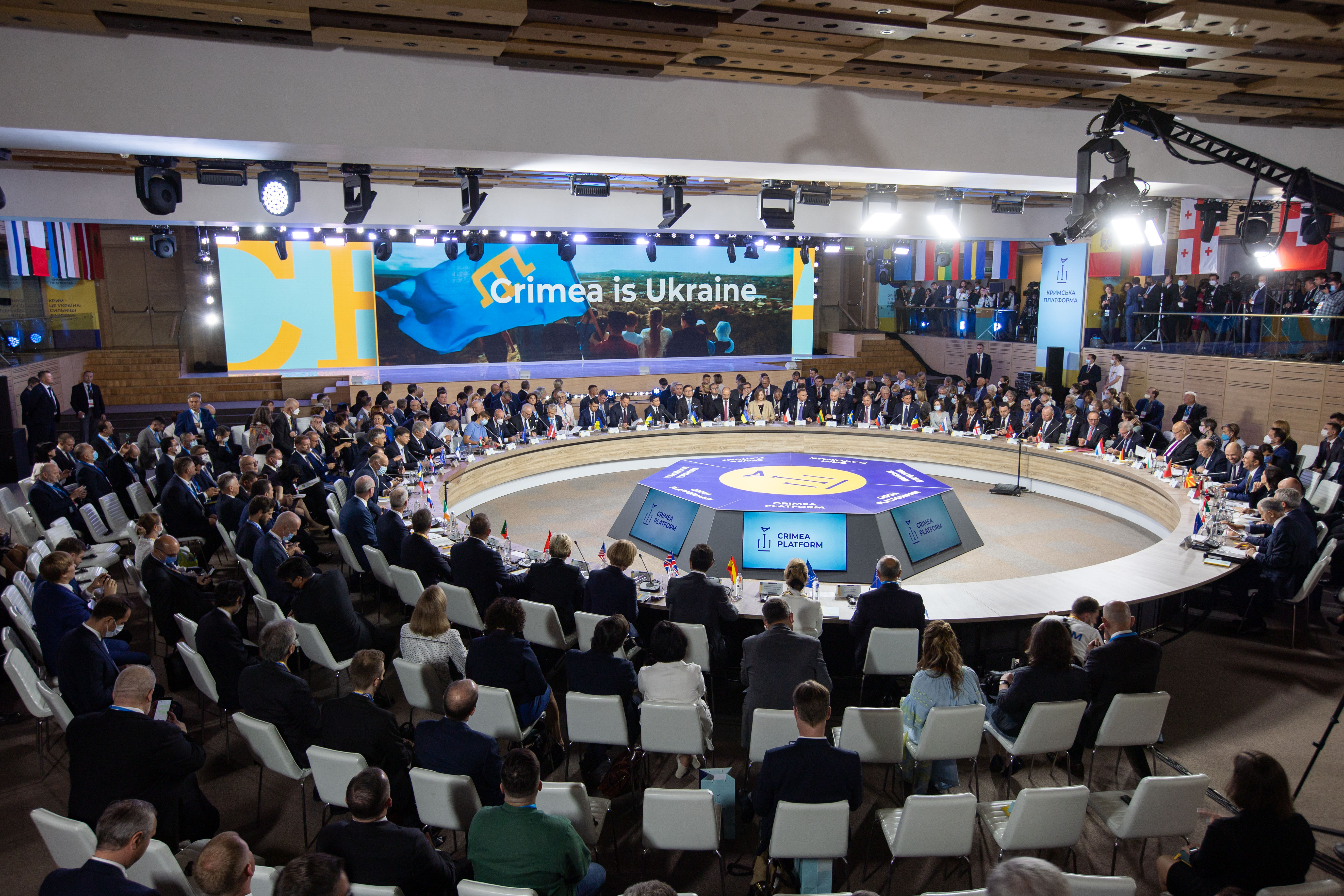
Zasedání summitu

Účastníci summitu přijali deklaraci Krymské platformy, která stvrzuje neuznání pokusu Ruska o anexi Krymu, potvrzuje odhodlání k posílení sankcí vůči Ruské federaci a vyjadřuje shodu na potřebě společně čelit hrozbám ruské okupace Krymu a spolupracovat na návratu Krymu pod kontrolu Ukrajiny. Deklarace summitu zůstává otevřená a lze se k ní stále připojit, Ministerstvo zahraničních věcí Ukrajiny připravuje rozšíření seznamu členů Krymské platformy.

### Expertní síť Krymské platformy
Dne 6. srpna 2021 se v Kyjevě uskutečnilo ustavující fórum Expertní sítě Krymské platformy. Zapojilo se do ní více než 200 ukrajinských a zahraničních nezávislých odborníků a vědců z 33 zemí. Síť bude zajišťovat stálý monitoring a zevrubnou analýzu situace na okupovaném Krymském poloostrově a v azovsko-černomořské oblasti, rozvíjet nápady a návrhy podle prioritních směrů činnosti Krymské platformy a rovněž bude poskytovat odborná doporučení týkající se národní a mezinárodní politiky zaměřené na deokupaci Krymu.

## Reakce Ruska na summit Krymské platformy
Rusko proti summitu Krymské platformy protestovalo. Moskva ho označila za „sabat“ a „nepřátelskou akci“ vůči Rusku, jejíž účastníci se nevyhnou následkům. Dne 24. srpna 2021 Ministerstvo zahraničních věcí Ruské federace oznámilo, že účast zemí a mezinárodních organizací na zasedání Krymské platformy je „zasahováním do územní celistvosti Ruska“.
Krátce před začátkem summitu uvalily ruské úřady sankce na ukrajinského ministra zahraničí Dmytra Kulebu a tajemníka Rady národní bezpečnosti a obrany Ukrajiny Oleksije Danilova.
Nedlouho po konání summitu, 4. září 2021, ruské bezpečnostní síly zadržely na Krymu místopředsedu medžlisu, zvykového parlamentu krymských Tatarů, Narimana Dželala. Obviněn byl ze zapojení do sabotáže plynovodu. Předseda krymskotatarského medžlisu Refat Čubarov je přesvědčený, že „Kreml tímto způsobem testuje odhodlání účastníků Krymské platformy“.
K zadržení Narimana Dželala a dalších čtyř krymských Tatarů vydala prohlášení skupina celkem 26 poslanců a senátorů Parlamentu ČR. V dokumentu důrazně odsoudili pronásledování lidskoprávních aktivistů okupačními úřady a vyzvali Rusko k okamžitému propuštění Dželala a dalších zadržovaných. Dále se obrátili na českou vládu, aby se na úrovni EU zasadila o propuštění těchto politických vězňů a iniciovala další koordinované kroky členských států EU s cílem urychlit propuštění všech politických vězňů na Krymu, včetně těch, kteří jsou nezákonně zadržováni ve věznicích na území Ruska.